# Assiminea
Assiminea é um género de gastrópode  da família Assimineidae.
Este género contém as seguintes espécies:
- Assiminea infirma
- Assiminea grayana
- Assiminea palauensis
- Assiminea pecos

- Commons
- Wikispecies